# Abbaye de Wörschweiler
L'abbaye de Wörschweiler ( « Kloster Wörschweiler ») est une ancienne abbaye cistercienne fondée en 1130 près de Hombourg (Sarre) au sommet d’une colline boisée à une altitude de 370 m.

## Historique
L’abbaye fut fondée en 1130 par le comte Fréderic I de Sarrewerden et son épouse Gertrude à l’emplacement de ruines romaines (gloria romanorum). Les premiers moines  étaient des bénédictins du monastère de Hornbach dont Wörschweiler n’était initialement qu’un prieuré.
En  1171 le comte Louis de Sarrewerden, petit fils des fondateurs, décida  d’affilier le monastère à l’abbaye  cistercienne  de Villers-Bettnach  en Lorraine.
Aux XVe siècle et XVIe siècle, l’abbaye bénéficia de nombreuses donations par les comtes de Castres, de Deux-Ponts, de Veldenz et de Sponheim.
Après une période de déclin au XVe siècle et XVIe siècle, l’abbaye fut sécularisée en 1558 par le duc Wolfgang de Deux-Ponts (Pfalz-Zweibrücken) qui s’était converti au protestantisme. 
Les bâtiments  conventuels furent détruits par un incendie en 1614.

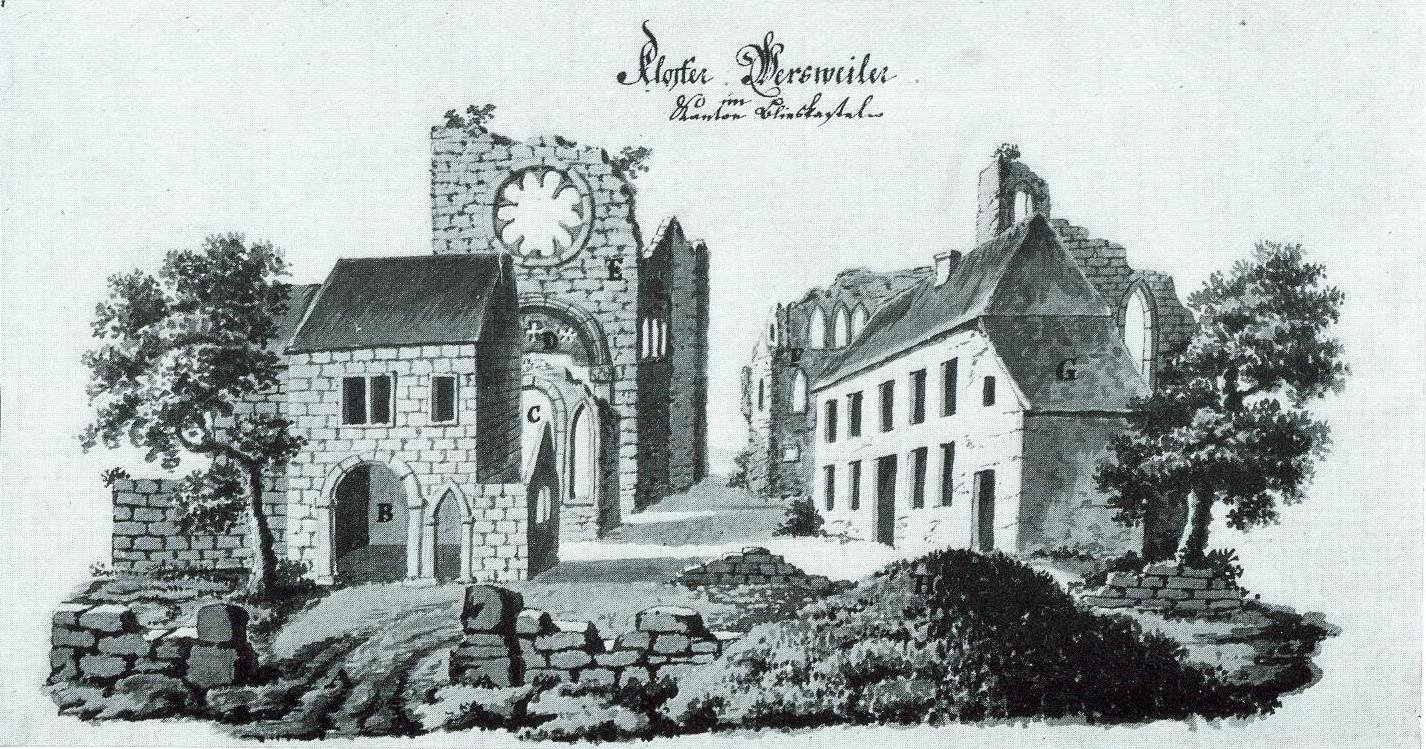
Les ruines de l’abbaye de Wörschweiler gravure de Franz Carl Derkum (1810)

## Les biens de l’abbaye en Lorraine
En 1223 Mechtilde de Castres fait don à l’abbaye de ses dîmes et de la collation de la cure d’Holving.
En 1240 Walter von Brucken fait don à l’abbaye de Wörschweiler, de ses dîmes de « Lendingen » (Léning) avec l’accord de ses suzerains Frédéric de Linange et Henri de Deux-Ponts.
Après la sécularisation de l’abbaye, les revenus du monastère passent à la Maison de Deux-Ponts. L’abbaye de Villers-Bettnach refusa de reconnaitre cette sécularisation et continua jusqu’au XVIIIe siècle de nommer des abbés de Wörschweiler qui prétendirent percevoir les revenus lorrains de l’abbaye et en particulier les dîmes de Holving  et de Léning ce qui fut la source de nombreux litiges.
En 1721, le duc Gustave-Samuel-Léopold de Deux-Ponts, souhaitant se soustraire aux dépenses nécessaires  à la reconstruction des églises de Léning et Holving qui menaçaient ruine, vendit  les dîmes de Léning et Holving à la comtesse Dorothée de Nassau-Sarrebruck, épouse du Rhingrave de  Dhaun et Puttelange pour la somme de 8000 florins.
Ces biens passèrent par héritage à Dominique-Constantin, prince de Loewenstein-Wertheim-Rochefort  (1762 -1814), prince possessionné qui en perdit le bénéfice à la Révolution.

## Toponymie
Verneri-Villerium, Werschweiler, Wirtzwiller